# Howie Meeker
Pour les articles homonymes, voir Meeker.
Temple de la renommée : 1998
Howard Meeker (4 novembre 1923 - 8 novembre 2020) est un joueur de hockey sur glace.  Il est un membre du Temple de la renommée depuis 1998. Pendant sa carrière avec les Maple Leafs de Toronto il gagne le Trophée Calder de la LNH lors de la saison 1946-1947. Pour l'Élection partielle du 1951 pour le Parlement du Canada, Meeker a gagné le siège de Waterloo-Sud pour le Parti progressiste-conservateur du Canada. 

## Statistiques
| Saison     | Équipe                   | Ligue      |     | Saison régulière | Saison régulière | Saison régulière | Saison régulière | Saison régulière |    | Séries éliminatoires | Séries éliminatoires | Séries éliminatoires | Séries éliminatoires | Séries éliminatoires |
| Saison     | Équipe                   | Ligue      | PJ  | B                | A                | Pts              | Pun              | PJ               | B  | A                    | Pts                  | Pun                  |                      |                      |
| 1940-1941  | Greenshirts de Kitchener | AHO-B      | 9   | 13               | 10               | 23               | 2                | 4                | 4  | 2                    | 6                    | 0                    |                      |                      |
| 1941-1942  | Kist de Stratford        | AHO-B      | 13  | 29               | 16               | 45               | 20               | 4                | 8  | 11                   | 19                   | 4                    |                      |                      |
| 1942       | Kist de Stratford        | CM         | -   | -                | -                | -                | -                | 9                | 13 | 1                    | 14                   | 2                    |                      |                      |
| 1942-1943  | Kroehlers de Stratford   | AHO-Jr     | 6   | 6                | 4                | 10               | 4                | 2                | 0  | 1                    | 1                    | 0                    |                      |                      |
| 1942-1943  | Lions de Brantford       | AHO        | -   | -                | -                | -                | -                | 2                | 0  | 1                    | 1                    | 0                    |                      |                      |
| 1945-1946  | Indians de Stratford     | AHO        | 7   | 8                | 5                | 13               | 4                | 5                | 6  | 5                    | 11                   | 0                    |                      |                      |
| 1946-1947  | Maple Leafs de Toronto   | LNH        | 55  | 27               | 18               | 45               | 76               | 11               | 3  | 3                    | 6                    | 6                    |                      |                      |
| 1947-1948  | Maple Leafs de Toronto   | LNH        | 58  | 14               | 20               | 34               | 62               | 9                | 2  | 4                    | 6                    | 15                   |                      |                      |
| 1948-1949  | Maple Leafs de Toronto   | LNH        | 30  | 7                | 7                | 14               | 56               | -                | -  | -                    | -                    | -                    |                      |                      |
| 1949-1950  | Maple Leafs de Toronto   | LNH        | 70  | 18               | 22               | 40               | 35               | 7                | 0  | 1                    | 1                    | 4                    |                      |                      |
| 1950-1951  | Maple Leafs de Toronto   | LNH        | 49  | 6                | 14               | 20               | 24               | 11               | 1  | 1                    | 2                    | 14                   |                      |                      |
| 1951-1952  | Maple Leafs de Toronto   | LNH        | 54  | 9                | 14               | 23               | 50               | 4                | 0  | 0                    | 0                    | 11                   |                      |                      |
| 1954-1955  | Hornets de Pittsburgh    | LAH        | 2   | 0                | 0                | 0                | 2                | -                | -  | -                    | -                    | -                    |                      |                      |
| Totaux LNH | Totaux LNH               | Totaux LNH | 346 | 83               | 102              | 185              | 329              | 42               | 6  | 9                    | 15                   | 50                   |                      |                      |